# Остзан
Остзан (нидерл. Oostzaan, МФА: [oː.ˈsaːn]) — община в нидерландской провинции Северная Голландия. Расположена к северу от Амстердама. Площадь общины — 16,13 км², из них 11,49 км² составляет суша. Население по данным на 1 января 2007 года — 9 243 человека. Средняя плотность населения — 573 чел/км².

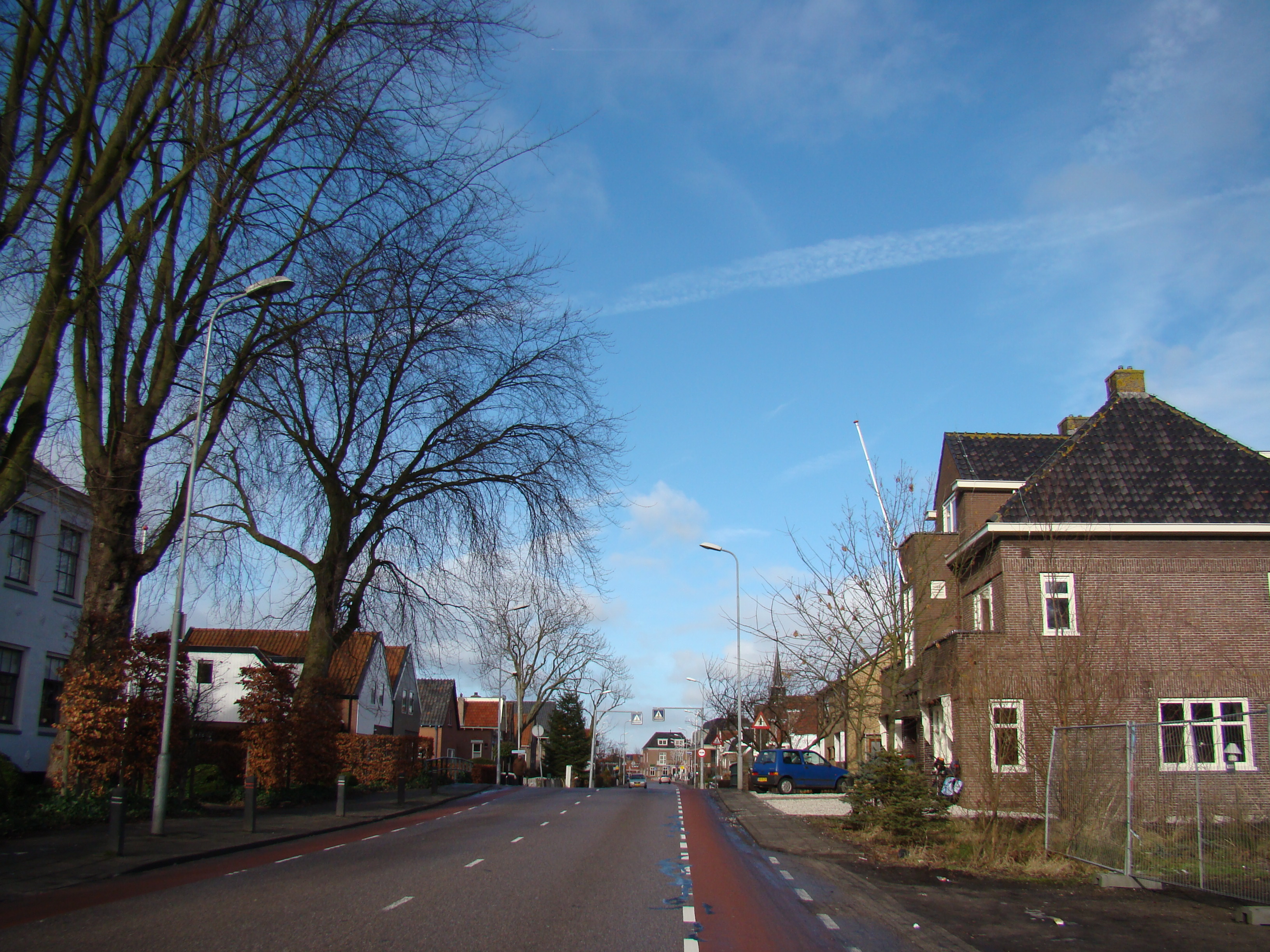